# Exostoma (Polycitoridae)
Exostoma is een monotypisch geslacht uit de familie Polycitoridae en de orde Phlebobranchia uit de klasse der zakpijpen (Ascidiacea).

## Soorten
- Exostoma ianthinum (Sluiter, 1909)